# Southern Pacific Rail Corporation
Die Southern Pacific Rail Corporation war eine amerikanische Holdinggesellschaft im Bahnbereich. Bis 1993 lautet der Name des im Oktober 1968 gegründeten Unternehmens Rio Grande Industries. Sitz des Unternehmens war Denver.

## Geschichte
Mitte der 1960er war der Eisenbahnbereich in den Vereinigten Staaten stark reguliert und in einer wirtschaftlich schlechten Verfassung. Es bestand die Gefahr der Verstaatlichung des Schienennetzes. Unter diesen Randbedingungen begannen die meisten großen Eisenbahngesellschaften ihre Eigentumsstruktur zu verändern, um sich in andere Wirtschaftszweige zu diversifizieren, ohne dass dort die Aufsicht der Interstate Commerce Commission griff, oder die Möglichkeit für den Verkauf des Eisenbahnbereich zu schaffen. Die Denver and Rio Grande Western Railroad gründete deshalb im Oktober 1968 die Rio Grande Industries Inc. als Holdinggesellschaft für das Eisenbahnunternehmen. Zum Zeitpunkt der Unternehmensgründung wurde der Präsident der Eisenbahngesellschaft Gale B. Aydelott auch Präsident der RGI.
Anfang der 1970er Jahre versuchte das Unternehmen im Freizeitbereich Fuß zu fassen. Das Unternehmen war deshalb von 1972 bis 1981 Eigentümer des Freizeitparkes und Achterbahnherstellers Arrow Development in Mountain View und von 1973 bis zur Schließung 1980 Eigentümer des Freizeitparkes Frontier Village in San José (Kalifornien). Das Unternehmen hatte bei einem Umsatz von 314,5 Millionen Dollar einen Gewinn von 32,6 Millionen Dollar.
Nach dem Erlass des deregulierenden Staggers Rail Acts begann das Unternehmen nach einem Fusionspartner im Bahnbereich zu suchen. Es wurde jedoch durch die Konkurrenten Burlington Northern Inc. und Union Pacific Corporation überboten. Im Oktober 1984 wurde die Rio Grande Industries durch die Anschutz Corporation des Milliardärs Philip Anschutz zum Preis von 496,5 Millionen Dollar im Rahmen einer fremdfinanzierten Übernahme (90 Millionen Eigenkapital, der Rest Kredite) gekauft.
Nachdem die Fusion der Bahngesellschaften Atchison, Topeka and Santa Fe Railway und Southern Pacific Transportation der Santa Fe Southern Pacific Corporation durch die Interstate Commerce Commission abgelehnt wurde, wurde ab September 1987 die Southern Pacific Transportation zum Verkauf angeboten. Neben der Kansas City Southern Industries und fünf weiteren Bietern gab auch die Rio Grande Industries ein Angebot ab. Im Oktober 1988 wurde der Verkauf der Bahngesellschaft einschließlich ihrer Tochterunternehmen an die Rio Grande Industries zum Preis von 1,02 Mrd. Dollar in bar und 780 Millionen Dollar in der Übernahme von Krediten abgeschlossen. Es entstand die fünftgrößte Bahngesellschaft der Vereinigten Staaten mit rund 24.200 Streckenkilometer. Zur Finanzierung verkaufte Anschutz 29 % der Rio-Grande-Aktien an das Bankhaus Morgan Stanley. Die Vermarktung der Bahnaktivitäten erfolgte unter der Bezeichnung Southern Pacific Lines. Auf Grund der hohen, durch den Erwerb entstanden, Schuldenbelastung (über 100 Millionen Dollar Zinsen jährlich) begann das Unternehmen den von der Southern Pacific übernommenen Grundbesitz zu verkaufen. Es wurden dadurch 1991 Einnahmen von einer Milliarde Dollar und 1992 400 Millionen Dollar erzielt.
Im November 1989 konnte Rio Grande Industries aus der Konkursmasse der Chicago, Missouri and Western Railroad die Bahnstrecke zwischen St. Louis und Chicago erwerben. Der Betrieb erfolgte durch die neu geschaffene Tochtergesellschaft SPCSL Corporation (Southern Pacific Chicago St. Louis). Damit wurde erstmals eine Verbindung des SP-Netzes zum wichtigsten US-Eisenbahnknoten Chicago geschaffen. In den Jahren 1989/1990 verhandelte die Gesellschaft mit der Soo Line Corporation über den Kauf einer 855 Kilometer langen Bahnstrecke zwischen Chicago und Kansas City zum Preis von 87 Millionen Dollar. Auf Grund von hohen Forderungen der Chicago and Northwestern Railroad für die Mitbenutzung trat die Rio Grande Industries im August 1990 vom Kauf zurück und nutzte stattdessen Streckennutzungsrechte auf Gleisen der Burlington Northern Railroad.
Am 4. Mai 1993 nannte sich das Unternehmen in Southern Pacific Rail Corporation um. Im August 1993 und im Februar 1994 wurden insgesamt 55 Millionen Aktien emittiert. Damit konnte das Unternehmen Einnahmen von rund 500 Millionen Dollar generieren.
Im Sommer 1995 wurde die Übernahme der Southern Pacific Rail Corporation durch die Union Pacific Corporation zum Preis von 5,4 Milliarden US-Dollar bekanntgegeben. Nach der Genehmigung der Unternehmensfusion durch das Surface Transportation Board (die Interstate Commerce Commission wurde am 31. Dezember 1995 aufgelöst), erfolgte die Unternehmensfusion am 11. September 1996 mit Wirkung zum 1. Oktober 1996.
Die Gesellschaft wurde bis zum 31. Dezember 2014 noch als Tochtergesellschaft der Union Pacific Corporation im Jahresabschluss geführt, entfaltet aber keine eigene Geschäftstätigkeit mehr.

## Tochtergesellschaften
Im Jahr 1994 hatte die Southern Pacific Rail Corporation folgende Tochtergesellschaften:
- Rio Grande Holding Inc. (RGH)
  - The Denver and Rio Grande Western Railroad
    - Rio Grande Land Company
      - Denco Systems Inc.

    - Rio Grande Motor Way
    - Denver Union Terminal Railways (16,66 %)
    - TTX Company (0,62 %)

  - Transportation Service System Inc.
  - Personnel Subsidiary Technologies Inx.
  - Montwood Corporation
  - San Marco Pipeline Company (50 %)

- Southern Pacific Transportation Company Holding Inc. (SPTC)
  - Southern Pacific Transportation Company
    - St. Louis Southwestern Railway (99,9 %)
      - Dallas Terminal Railway and Union Depot Company
      - Alton and Southern Railway
      - Arkansas and Memphis Railway Bridge and Terminal Company
      - Southern Illinois and Missouri Bridge Company
      - Terminal Railroad Association of St. Louis (14,3 %)
      - Kansas City Terminal Railway (8,32 %)

    - Southern Pacific Telecommunications Company
    - Northwestern Pacific Railroad
    - Visalia Electric Railroad
    - Southern Pacific Equipment Company
    - Pacific Motor Transport Company
    - Southern Pacific International, Inc.
    - Southern Pacific Marine Transport, Inc.
    - Southern Pacific Real Estate Enterprises Inc.
    - Pacific Fruit Express
    - Southern Pacific Warehouse Company
    - SPCSL Corporation (Southern Pacific Chicago Saint Louis)
    - Harbor Belt Line Railroad
    - Ogden Union Railway and Depot Company
    - Portland Traction Company (50 %)
    - Sunset Railway (50 %)
    - TTX Company (6,5 %)
    - Central California Traction Company (33 1/3 %)
    - Portland Terminal Railroad

- Container Bridge Inc.
- Rio Grande Receivables Inc.
- SP Environmental Systems

1994 fusionierte die Southern Pacific Transportation Holding und die Rio Grande Holding mit der Southern Pacific Rail Corporation und die Denver and Rio Grande Western Railroad wurde eine Tochter der Southern Pacific Transportation.

## Unternehmensführung
- 1968–1977: Gale B. Aydelott: Präsident, Chairman, CEO
- 1977–1988: William J. Holtman: Präsident, Chairman, CEO
- 1988–1996: Philip Anschutz: Chairman, CEO (bis 1993)[9][10]
- 1988–1993: D. Michael Mohan: Präsident
- 1993–1995: Edward L. Moyers: Präsident, CEO
- 1995–1996: Jerry R. Davis: Präsident, CEO